# Клещенко Іван Данилович
Іван Данилович Клещенко (1914, село Землянка, тепер Шосткинського району Сумської області — 1 липня 1985, місто Львів) — радянський партійний і профспілковий діяч, голова Дрогобицької обласної ради професійних спілок.

## Життєпис
Народився в родині селянина-бідняка. Трудову діяльність розпочав з 1928 року.
Член ВКП(б).
У 1940—1941 роках — секретар Дрогобицького міського комітету ЛКСМУ, член бюро Дрогобицького обласного комітету ЛКСМУ.
З червня по липень 1941 року служив відповідальним секретарем комсомолу (молодшим політруком) 29-го дорожньо-експлуатаційного полку Червоної армії, учасник німецько-радянської війни. 31 липня 1941 року потрапив в оточення в Ново-Архангельському районі Кіровоградської області, вважався зниклим безвісти. З січня 1942 по 1944 рік — в Глухівському партизанському загоні (2-му полку) 1-ї Української партизанської дивізії імені Сидора Ковпака (Сумському партизанському з'єднанні). Одночасно був секретарем підпільного Глухівського районного комітету КП(б)У та секретарем підпільного Сумського обласного комітету ЛКСМУ.
У 1945 — листопаді 1946 року — 3-й секретар Дрогобицького міського комітету КП(б)У.
У листопаді 1946 — 1947 року — в.о. 2-го секретаря Дрогобицького міського комітету КП(б)У.
13 серпня 1948 — 1949 року — 3-й секретар Дрогобицького міського комітету КП(б)У.
На 1950—1958 роки — завідувач відділу партійних, профспілкових і комсомольських органів Дрогобицького обласного комітету КП(б)У; завідувач відділу партійних органів Дрогобицького обласного комітету КПУ.
У січні 1958 — травні 1959 року — голова Дрогобицької обласної ради професійних спілок.
У 1959—1964 роках — секретар Львівської обласної ради професійних спілок.
З 1964 по 1971 рік — на господарській роботі.
З 1971 року — персональний пенсіонер союзного значення у Львові.
Помер 1 липня 1985 року після тривалої хвороби.

## Родина
Дружина — Самсонова Олександра Михайлівна.

## Звання
- молодший політрук

## Нагороди
- орден Вітчизняної війни ІІ ст. (6.04.1985)
- орден Червоного Прапора
- орден Трудового Червоного Прапора (26.02.1958)
- орден Червоної Зірки (7.03.1943)
- медаль «Партизанові Вітчизняної війни» 1-го ст.
- медаль «За перемогу над Німеччиною у Великій Вітчизняній війні 1941—1945 рр.» (1945)
- медалі